# Statuenmenhir von Cantoul

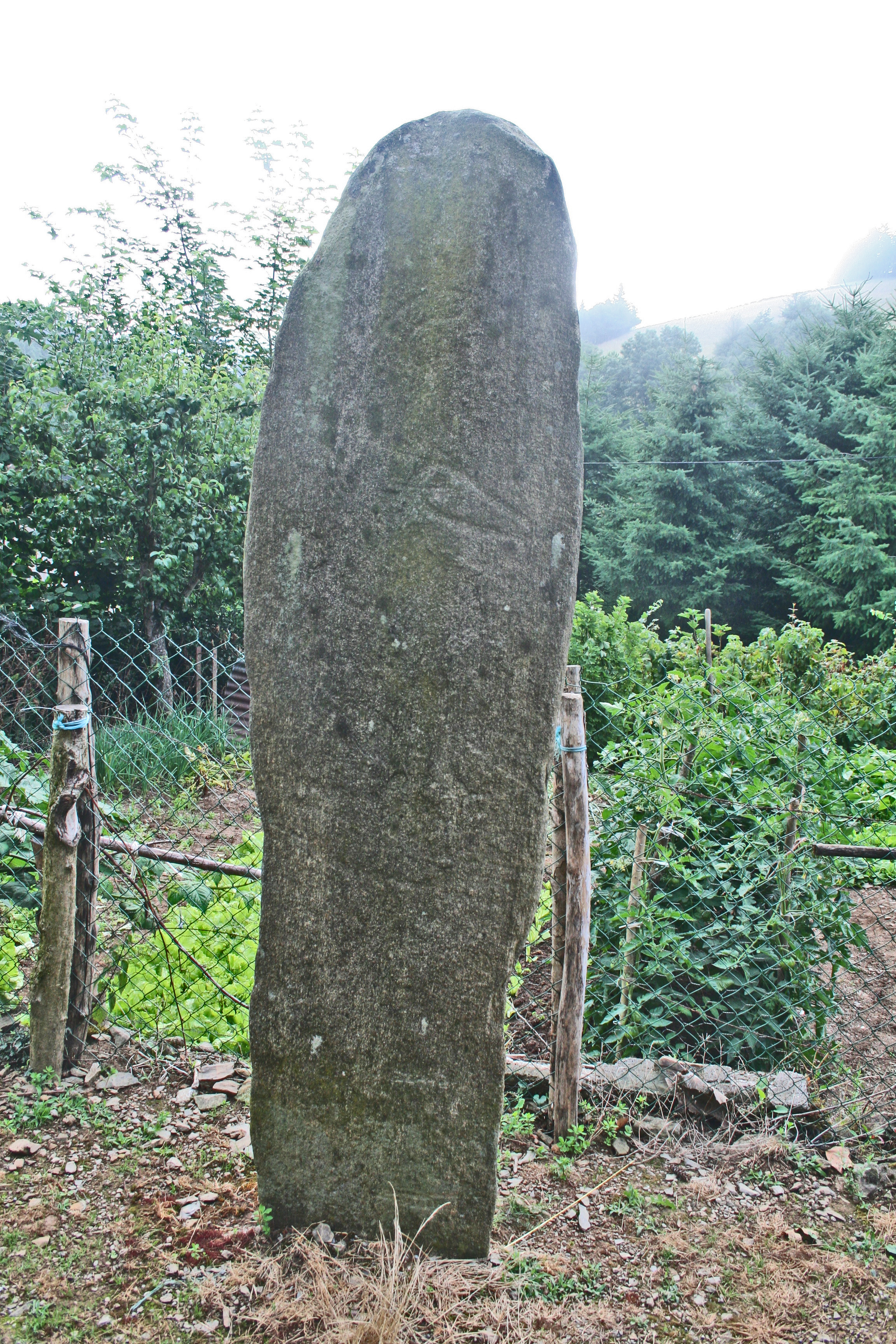
Statuenmenhir von Cantoul

Der Statuenmenhir von Cantoul (auch Cantoul 1 oder Statuenmenhir von Combaynart genannt) steht nahe der Straße, im Norden des Weilers Cantoul, südlich von Barre, bei Lacaune  im Département Tarn in Frankreich.
Der Statuenmenhir ist mit etwa 2,0 m Höhe für die Statuenmenhire des Midi groß und erinnert an korsische Exemplare. Der nur 40 cm breite und dünne Menhir ist männlich. Er ist stark abgewittert und nur im unteren Bereich (Beine, Gürtel) besser erhalten, der Rest ist unklar.
Etwa 130 Statuenmenhire des Typs Rouergue (die größte Gruppe neben „Corse“, „Garrigues“ und „Provençal“) existieren in den Départements Tarn und Aveyron. 
In der Nähe stehen der kleinere Statuenmenhir La Rasse und das Centre d’interprétation des Mégalithes in Murat-sur-Vèbre mit zwölf Steinkopien. Ein ausgeschilderter Rundwanderweg Circuit des Statues Menhirs des Monts de Lacaune (40 km) führt zum Stauenmenhir von Cantoul und 15 weiteren Statuenmenhiren.